# Internationaler Tag der Menschen mit Behinderungen
Der Internationale Tag der Menschen mit Behinderungen am 3. Dezember jedes Jahres (veraltend: Internationaler Tag der Behinderten) ist ein von den Vereinten Nationen ausgerufener Gedenk- und Aktionstag, der das Bewusstsein der Öffentlichkeit für die Probleme von Menschen mit Behinderung wachhalten und den Einsatz für die Würde, die Rechte und das Wohlergehen der Betroffenen fördern soll.

## Geschichte
Nachdem die Vereinten Nationen das Jahr 1981 als das „Internationale Jahr der Behinderten“ gefeiert hatten, wurde im Dezember 1982 ein Aktionsplan für die Belange behinderter Menschen entwickelt. Die Jahre 1983 bis 1993 wurden zum „Jahrzehnt der behinderten Menschen“ ausgerufen.
Zum Abschluss der Dekade verabschiedete die Generalversammlung der Vereinten Nationen die Resolution 62/127, in der der 3. Dezember als „Internationaler Tag der Behinderten“ (International Day of Disabled Persons) ausgerufen wurde. Er wurde erstmals im Jahr 1993 begangen.
Im Dezember 2007 wurde der Gedenktag zum „Internationalen Tag der Menschen mit Behinderungen“ (International Day of Persons with Disabilities) umbenannt.

Die „Bandera de la Superación y la Discapacidad“ („Flagge der Überwindung und der Behinderung“) als Symbol für Menschen mit Behinderungen

Am 3. Dezember 2017 stellte Eros Recio, der erste professionelle Tänzer mit Down-Syndrom, den Vereinten Nationen die rechts abgebildete Bandera de la Superación y la Discapacidad (wörtlich übersetzt: „Flagge der Überwindung und der Behinderung“) vor. Die quergestreifte Trikolore in den Farben Gold, Silber und Bronze ist von der Medaillenverleihung bei Paralympischen Spielen inspiriert.
Der Wandel der Wortwahl ist sprachhistorisch aufschlussreich: In den 1980er Jahren wurde die Substantivierung Behinderte(r) zunehmend als diskriminierend empfunden. Auch die Ersatzformulierung behinderter Mensch / behinderte Menschen geriet, vor allem nach der Jahrtausendwende, in die Kritik, da der Begriff die betreffenden Menschen zu sehr auf ihr „Behindert-Sein“ reduziere.
Aktuell wird der Begriff Mensch(en) mit Behinderung(en) von der Mehrheit der Deutsch Sprechenden und Schreibenden bevorzugt, wobei es den meisten besser gefällt, das Wortfeld Behinderung durch das Wortfeld Beeinträchtigung zu ersetzen.